# Kung Fu (serie televisiva 1972)

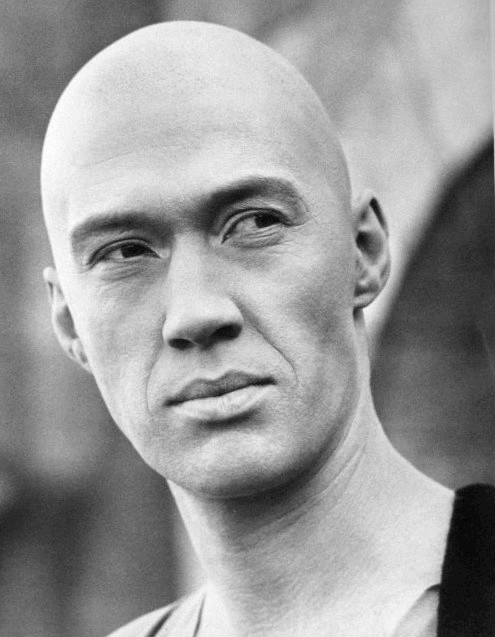
David Carradine nel ruolo di Caine

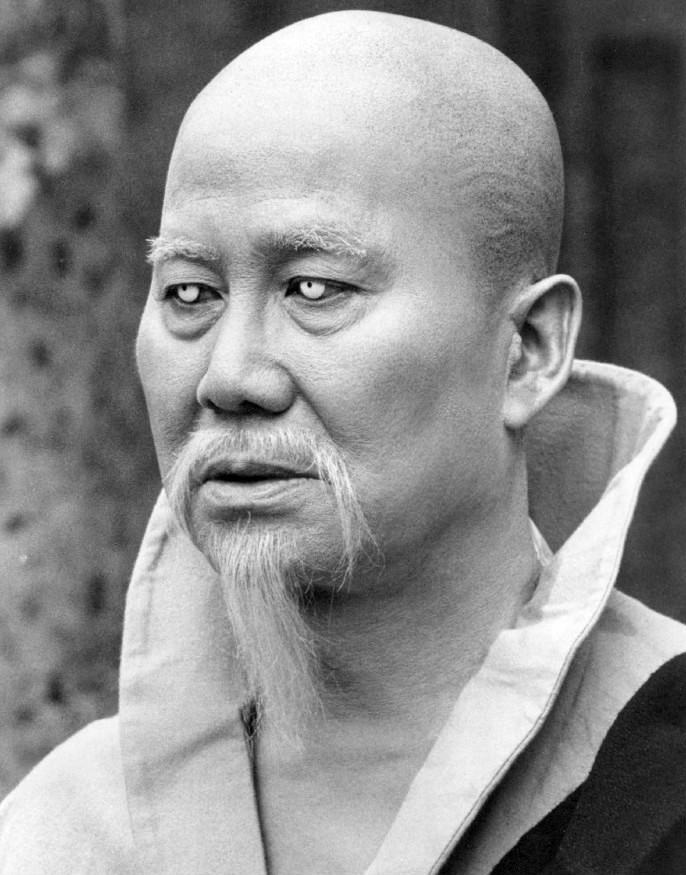
Keye Luke nel ruolo del maestro Po

Kung Fu è una serie televisiva statunitense, trasmessa nell'arco di 3 stagioni, dal 1972 al 1975.
Formata da 62 episodi, è stata preceduta da un episodio pilota della durata di 90', trasmesso il 22 febbraio 1972. Ogni episodio della serie dura circa 45 minuti. Ambientata nella Cina e negli Stati Uniti della metà del XIX secolo, ha per protagonisti David Carradine (nel ruolo di Kwai Chang Caine), Keye Luke (il maestro Po) e Philip Ahn (il maestro Khan).
Secondo la vedova di Bruce Lee ed il regista della serie, l'idea originale ebbe il contributo di Lee, che doveva anche essere il protagonista. La scelta del protagonista fu molto travagliata e in lista c'erano sia Bruce Lee sia David Carradine e il network voleva un attore più alto e dall'inglese perfetto. La scelta cadde su David Carradine, perché figlio d'arte del premio Oscar John e perché Hollywood era restia ad accettare attori asiatici per ruoli da protagonista.
Negli Stati Uniti è stata trasmessa per la prima volta dall'ottobre 1972 al 1975 sulla popolare rete ABC. In Italia è stata trasmessa solo negli anni ottanta in prima TV su Canale 5, poi in replica da Duel TV dall'ottobre 2005.

## Trama
Kung Fu racconta le avventure di un monaco shaolin di nome Kwai Chang Caine metà cinese e metà americano. Dopo l'infanzia e la prima giovinezza passata ad apprendere gli insegnamenti shaolin, si trova costretto a scappare dalla Cina e a rifugiarsi nel vecchio West. Qui va alla ricerca del fratello mai conosciuto, Danny Caine e delle sue origini.
Durante tale ricerca aiuta decine di persone a risolvere i propri problemi usando come unica arma la sua abilità nelle arti marziali e la forza interiore scaturita dalla propria filosofia di vita. Ostile al denaro non accetterà mai ricompense per i propri servigi che vadano al di là del cibo e di un semplice alloggio.
Il telefilm utilizza sovente la tecnica del flashback per mostrare episodi della vita al Tempio Shaolin. Tali episodi costituiscono delle vere e proprie lezioni di vita e di filosofia. L'opera si discosta notevolmente dai comuni telefilm e rappresentazioni televisive, in quanto, al di là delle intenzioni ludiche, rappresenta un manifesto alla nonviolenza e alla tolleranza. Attraverso gli altri è possibile mettere a frutto le proprie conoscenze e acquisirne delle altre, e imparare soprattutto a conoscere se stessi.

## Successo
La serie ebbe molto successo nel periodo, è stata replicata infatti per oltre 30 anni. Il suo più famoso estimatore è forse Quentin Tarantino che aveva infatti scelto David Carradine come protagonista di Kill Bill e che così ne parlò: "Per un'intera generazione che non conosce Kung Fu, Anno 2000 - La corsa della morte o I cavalieri dalle lunghe ombre, non sarà ricordato come David Carradine, ma come Bill. Per me sarà sempre Kwai Chang Caine e sarà sempre Bill."

## Personaggi ed interpreti

### Personaggi principali
- Kwai Chang Caine (63 episodi, 1972-1975), interpretato da David Carradine.
- Young Caine (47 episodi, 1972-1975), interpretato da Radames Pera.
- Maestro Po (46 episodi, 1972-1975), interpretato da Keye Luke.
- Maestro Kan (39 episodi, 1972-1975), interpretato da Philip Ahn.

### Personaggi secondari
- Aletheia (1 episodio, 1972), interpretato da Jodie Foster.
- Chun Yen (9 episodi, 1972-1975), interpretato da James Hong.
- Cowled Head (8 episodi, 1973-1975), interpretato da Tad Horino.
- Tamo (7 episodi, 1972-1974), interpretato da Victor Sen Yung.
- Master Sun (6 episodi, 1972-1974), interpretato da Richard Loo.
- Shun Low (6 episodi, 1973-1974), interpretato da Yuki Shimoda.
- Daniel Caine (5 episodi, 1973-1975), interpretato da Tim McIntire.
- Cook (5 episodi, 1973-1975), interpretato da John Fujioka.
- Han Su Lok (5 episodi, 1973-1975), interpretato da Clyde Kusatsu.
- Vincent Corbino (4 episodi, 1975), interpretato da Leslie Nielsen.
- Warlord Sing Lu Chan (4 episodi, 1973-1974), interpretato da Khigh Dhiegh.
- Han Fei (4 episodi, 1972-1974), interpretato da Benson Fong.
- Zeke (4 episodi, 1975), interpretato da John Blyth Barrymore.
- Huo (4 episodi, 1973-1975), interpretato da Frank Michael Liu.
- Fuller (4 episodi, 1974-1975), interpretato da Ted Gehring.
- Raif (3 episodi, 1972-1974), interpretato da Albert Salmi.
- Rev. Serenity Johnson (3 episodi, 1972-1975), interpretato da John Carradine.
- Chen Yi (3 episodi, 1973-1974), interpretato da Soon-tek Oh.
- Generale Cantrell (3 episodi, 1974-1975), interpretato da John Vernon.
- Capitano Tim Lee (3 episodi, 1972-1974), interpretato da Robert Ito.
- Harlow Strunk (3 episodi, 1973-1974), interpretato da Kenneth O'Brien.
- Kang Li (3 episodi, 1974), interpretato da Richard Narita.
- Amos (3 episodi, 1972-1974), interpretato da Paul Harper.
- Wong Ti (3 episodi, 1973-1974), interpretato da Kam Yuen.
- Ho Fong (3 episodi, 1973-1974), interpretato da Brian Tochi.
- Barr (3 episodi, 1973-1974), interpretato da Clay Tanner.
- Little Monk (3 episodi, 1972-1973), interpretato da David Chow.
- Madam Chun (3 episodi, 1973-1975), interpretato da Beulah Quo.
- Crowder (3 episodi, 1973), interpretato da Bob Bralver.
- Comanchero (3 episodi, 1973), interpretato da Steven Chambers.

## Registi
- Richard Lang in 16 episodi (1973-1974)
- Jerry Thorpe in 8 episodi (1972-1974)
- Marc Daniels in 5 episodi (1974-1975)
- Harry Harris in 5 episodi (1974-1975)
- John Llewellyn Moxey in 4 episodi (1973-1974)
- Robert Butler in 4 episodi (1973)
- Walter Doniger in 3 episodi (1973)
- Charles S. Dubin in 3 episodi (1973)
- David Carradine in 3 episodi (1974)
- Robert Totten in 2 episodi (1973)
- Barry Crane in 2 episodi (1974-1975)
- Robert Michael Lewis in 2 episodi (1974)
- Gordon Hessler in 2 episodi (1975)

## Episodi
| Stagione         | Episodi | Prima TV originale | Prima TV Italia |
| ---------------- | ------- | ------------------ | --------------- |
| Prima stagione   | 15      | 1972               | anni '80        |
| Seconda stagione | 23      | 1972-1975          | anni '80        |
| Terza stagione   | 24      | 1972-1975          | anni '80        |

## Prequel e sequel
La serie originale fu anticipata da un episodio pilota prequel, e seguita da un film e una serie televisiva.
- Kung Fu, prequel ed episodio pilota della serie TV originale.
- La legge del kung fu, film per la televisione, sequel della serie trasmesso il 1º febbraio 1986, in Italia fu trasmesso su Italia 7 Telepadova.
- Kung Fu: The Next Generation, film per la televisione, sequel del film La legge del kung fu, mai trasmesso in Italia.
- Kung Fu: la leggenda continua (Kung Fu: The Legend Continues), serie televisiva ambientata negli anni novanta, sequel dove David Carradine, ancora come attore protagonista, interpreta il nipote di Kwai Chang Caine.
- Kung Fu, serie televisiva reboot statunitense del 2021, trasmessa da The CW.